# Union Films
Union Films est une société de production cinématographique située à Batavia, dans les Indes orientales néerlandaises (aujourd'hui Jakarta, Indonésie). Fondée par les hommes d'affaires d'origine chinoise Ang Hock Liem et Tjoa Ma Tjoen en 1940, elle a produit sept films en noir et blanc avant d'être dissoute en 1942 ; tous sont considérés comme perdus. Les films de la société sont réalisés par quatre hommes, principalement d'origine chinoise, et lancent la carrière d'acteurs tels que Rendra Karno (en) et Djoewariah (en).
Créée lors de la renaissance de l'industrie cinématographique indienne, Union sort son premier film, Kedok Ketawa (en), en juillet 1940. Il est suivi par une série de films écrits par Saeroen qui s'orientent de plus en plus vers l'intelligentsia croissante des Indes et tentent de se distancier des conventions théâtrales courantes dans l'industrie cinématographique contemporaine. Cela continue après le départ de Saeroen pour Star Film en 1941, les deux dernières productions d'Union mettant l'accent sur le réalisme. Après l'occupation japonaise des Indes en mars 1942, Union est dissoute, bien que ses films continuent à être projetés jusqu'au milieu des années 1940.

## Histoire
Après les succès commerciaux de Terang Boelan (Pleine Lune ; 1937), Fatima (en) (1938) et Alang-Alang (en) (Grass ; 1939), l'industrie cinématographique des Indes orientales néerlandaises – qui est gravement affaiblie par la Grande Dépression – est relancée. La production cinématographique augmente et, en 1940, quatre nouvelles maisons de production sont ouvertes, dont Union Films. La société est financée par l'homme d'affaires d'origine chinoise Ang Hock Liem, qui est crédité comme producteur de la majorité des sorties de la société ; les opérations quotidiennes, cependant, sont gérées par Tjoa Ma Tjoen. L'Union a son siège à Prinsenlaan, Batavia (aujourd'hui Mangga Besar, Jakarta) et, selon un communiqué de presse, est créée pour « améliorer la qualité de l'art indonésien ».

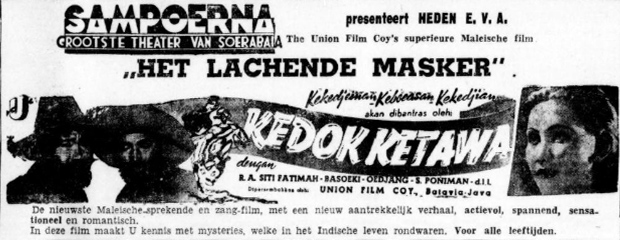
Publicité en langue néerlandaise pour le premier film de l'Union, ' (1940)

Le premier film de l'Union naissante, Kedok Ketawa (en), est sorti en juillet 1940. Suivant un jeune couple qui affronte des criminels avec l'aide d'un bandit masqué, ce film est réalisé par Jo An Djan et met en vedette Oedjang, Fatimah et Basoeki Resobowo (en). Il reçoit des critiques positives ; le journaliste Saeroen écrit dans Pemandangan (en) que la qualité du film est comparable aux productions hollywoodiennes importées, et une critique dans Bataviaasch Nieuwsblad (en) fait l'éloge de la cinématographie. À la suite de ces critiques positives, Union embauche Saeroen – qui a auparavant écrit Terang Boelan et plusieurs œuvres pour Tan's Film – en tant que scénariste. Il fait ses débuts dans la compagnie avec Harta Berdarah (en), dirigé par les nouveaux embauchés R Hu et Rd Ariffien, après le départ de Jo An Djan pour Populair's Film. Le film, dans lequel un jeune homme convainc un hadji avare d'être plus charitable, est sorti en octobre 1940 et met en vedette le chanteur Soelastri et l'artiste martial Zonder  .
Union sort sa troisième production, Bajar dengan Djiwa (en), en février 1941. Réalisé par R Hu, ce film – un drame dans lequel une jeune femme est vendue à un usurier afin de payer la dette de son père  – marque les débuts au cinéma de Djoewariah (en) ; elle devient plus tard l'actrice principale d'Union. Ariffien, quant à lui, est chargé de réaliser Asmara Moerni (en), d'après un scénario de Saeroen. Tentant d'atteindre un public instruit en choisissant un jeune médecin, Adnan Kapau Gani, en face de Djoewariah, cette romance raconte l'histoire d'un jeune homme qui parvient finalement à épouser son ancienne femme de chambre après qu'elle a reçu une éducation. Sorti en avril, le film a reçu des critiques mitigées : l'un d'eux, dans le Bataviaasch Nieuwsblad, a trouvé le film « fascinant », tandis qu'un autre du même journal considérait le film dépendant des traditions scéniques que ses publicités avaient dénoncées.

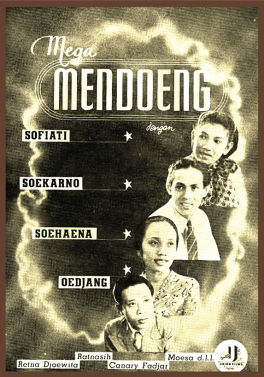
Publicité pour la dernière production d'Union, ' (1942)

En juillet 1941, Union a sorti Wanita dan Satria (en), un film de Djoewariah qui suit un coureur de jupons bien né qui abuse de son statut social pour gagner la confiance des femmes avant d'obtenir finalement sa revanche. Dans la publicité de Wanita dan Satria, la société a de nouveau souligné le contexte non théâtral du casting du film, qui comprenait également Moesa, Djoewita et Hidajat. Le film a reçu des critiques positives ; l'une d'entre elles, celle du Soerabaijasch Handelsblad, a écrit que Wanita dan Satria « donne une image claire de la position précaire des femmes indonésiennes et motive le désir d'une définition plus ferme de leurs droits dans la société musulmane ». C'est le dernier film de la société à être réalisé par Ariffien ou écrit par Saeroen ; les deux hommes ont migré vers la société rivale Star Film peu de temps après.
Hu est resté avec Union et a dirigé la production suivante de la compagnie, Soeara Berbisa, avec le technicien du son peranakan Boen Kin Nam comme assistant réalisateur. Écrit par Djojopranoto, l'œuvre suit deux jeunes hommes qui se disputent l'amour d'une femme avant d'apprendre qu'ils sont des frères perdus depuis longtemps. Djoewita a quitté la société à ce moment-là et le studio a embauché Raden Soekarno pour le rôle principal de cette sortie de fin 1941. La dernière production achevée de la société, Mega Mendoeng, est réalisée par Boen et annoncée peu de temps après le début du tournage de Soeara Berbisa. Ce film, une histoire d'amour mettant en vedette Soekarno et la nouvelle découverte Sofiati, est sorti au début de 1942. En produisant les deux films, Union a mis l'accent sur le réalisme et a ciblé un public éduqué.
À la fin de 1941, le gouvernement des Indes orientales néerlandaises craignait que l'empire du Japon n'envahisse la colonie. Cette peur a atteint la population générale, et l'édition de février 1942 du magazine de cinéma Pertjatoeran Doenia dan Film a rapporté que plusieurs studios quitteraient la capitale coloniale de Batavia ou feraient une pause de production. Union, bien qu'ayant déjà commencé la production d'un film se déroulant à l'époque de Majapahit intitulé Damar Woelan, est contraint d'arrêter le tournage. Lorsque les Japonais occupent les Indes en mars 1942, l'Union est fermée pour ne jamais rouvrir.
À l'exception d'Ariffien, qui a continué à réaliser dans les années 1960, aucun des réalisateurs ou producteurs de l'Union n'est retourné à l'industrie cinématographique après la fin de l'occupation japonaise en 1945. Plusieurs acteurs ont poursuivi leur carrière. Djoewariah, par exemple, a réalisé son premier film après avoir quitté l'Union, Sehidup Semati (Une vie, une mort), en 1949, et a continué à jouer jusqu'au milieu des années 1950. La carrière de Soekarno a duré jusqu'aux années 1970 ; il est principalement crédité sous le nom de Rendra Karno après avoir changé de nom dans les années 1950. D’autres ont fait carrière derrière l’écran ; la star de Kedok Ketawa, Basoeki Resobowo, par exemple, est devenue directrice artistique de films tels que Darah dan Doa (La Longue Marche ; 1950).

## Filmographie
En deux ans, Union a sorti sept films ; tous sont des longs métrages, réalisés en noir et blanc, et sont largement diffusés aux Indes orientales néerlandaises. Plusieurs sont projetés dans la ville voisine de Singapour, notamment Bajar dengan Djiwa et Asmara Moerni .
- Kedok Ketawa (Masque qui rit ; 1940)
- Harta Berdarah (Trésor sanglant ; 1940)
- Bajar dengan Djiwa (Payer avec son âme ; 1941)
- Asmara Moerni (Le véritable amour ; 1941)
- Wanita dan Satria (La femme et le héros ; 1941)
- Soeara Berbisa (Voix venimeuse ; 1941)
- Mega Mendoeng (1942)